# Albert Demuyser
Pour les articles homonymes, voir Muyser.
Albert-Joseph-Léon (dit Bob) Demuyser, né à Laeken le 3 septembre 1920 et mort à Uccle le 15 juin 2003, est un peintre animalier autodidacte de la seconde moitié du XXe siècle ayant comme sujet de prédilection les chevaux et plus particulièrement ceux de courses.

## Historique
Ses représentations de chevaux lui vaudront, à l'initiative d'Hermès International qui sponsorisa le Prix de Diane, de figurer à l'exposition de l'hippodrome de Chantilly qui réunissait, en juin 1986, les artistes du genre les plus talentueux. Administrateur de sociétés, il fut également gentleman rider, à partir de 1959, date à laquelle il reçut sa carte délivrée par le baron van Zuylen, alors secrétaire du Jockey-Club de Belgique. Propriétaire belge de chevaux de course, il engagea également ses chevaux à l'étranger, bien avant la fermeture des hippodromes belges de Boitsfort, Groenendael et Sterrebeek. Sa casaque, particulièrement visible de loin, était bleue avec étoiles blanches, manches rouges et toque blanche. Plus tard, elle inspira le choix du nom de l'Écurie Washington. Il fut prisonnier de guerre au Stalag V-A ainsi que estafette pour le Mouvement national belge durant la Seconde Guerre mondiale.

## Œuvre
Liste non exhaustive :

### De 1980 à 1983
Norcliffe (en) (non signé et non daté) - Gap of Dunloe - Sharpman - Trepan (non signé et non daté) - Sharafaz - Raja Baba - Vitriolic - Étalon Anglais - Le Laboureur - Playfull River (1982) - Our Talisman - Top Command - Hawkin's Special - Shirley Heights (en) (1982) - Cadoudal - Concertino - Assert (en) (1982) - Is It Safe - Peire (1983) - Never have Mercy - Northern Baby (en) (1983) - Toscanito 
Signe : Demuyser

### De 1984 à 1997
Realm Sound - Gap of Dunloe - Prince Rose - Rare Stone - Northjet (en) - Noblequest (1985) - Wouter Raphorst - Chief Singer (en) (1985) - Hegor The Horrible - Lou Piguet - Flash of Steel - Crystal So - Mr. Paganini - Northern Sound - Master Reef - Danehill's foal - Le Labrador retriever - Knight Moves (1993) - Daggers drawn (1997) - Garuda Yearling (Timeform 116) - Crying Knight - Le Maréchal ferrant - Be My Best
Signe : Demuyser Bob

## Galerie

### Huiles sur toile

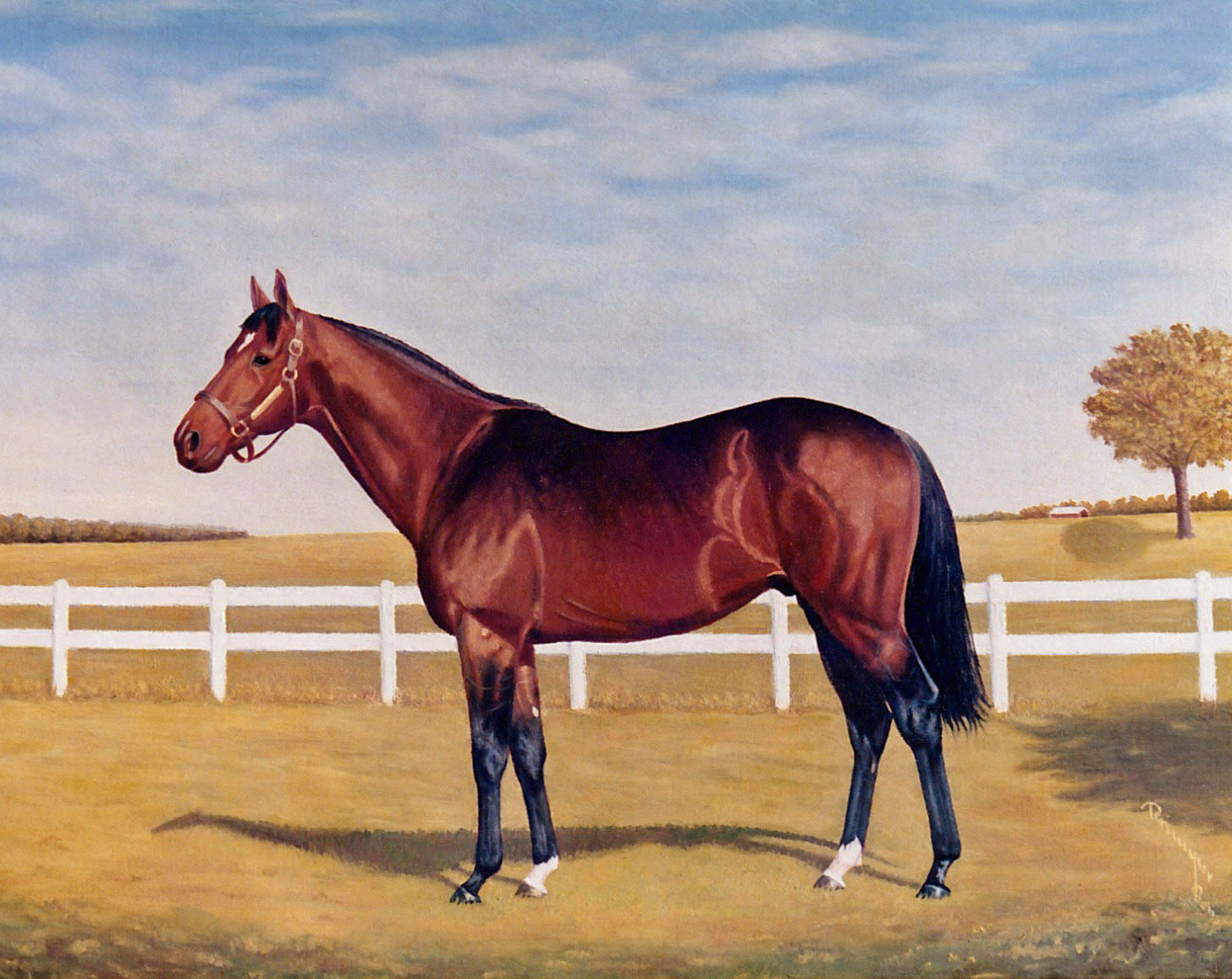
Lou Piguet
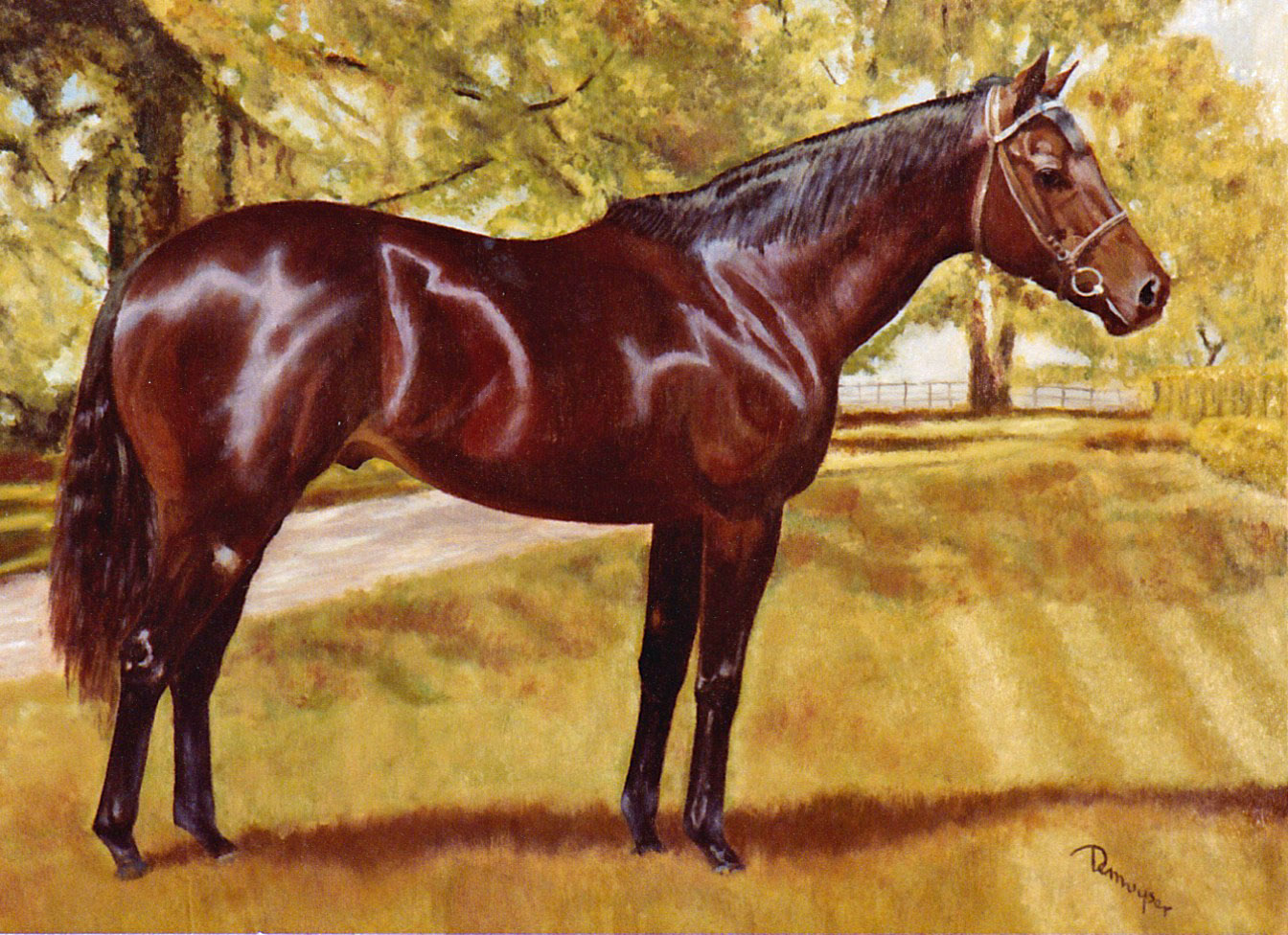
Our Talisman
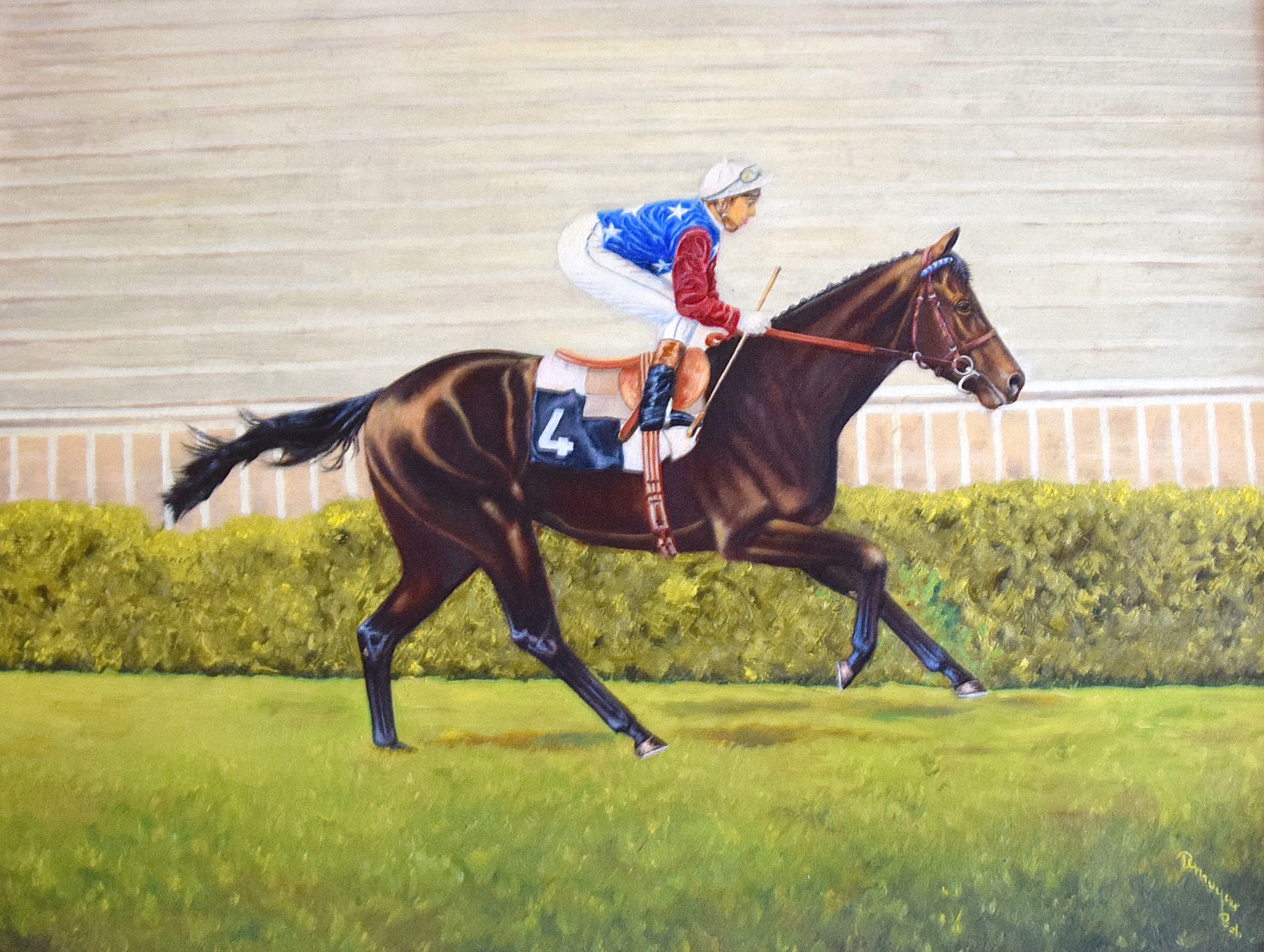
Gap of Dunloe
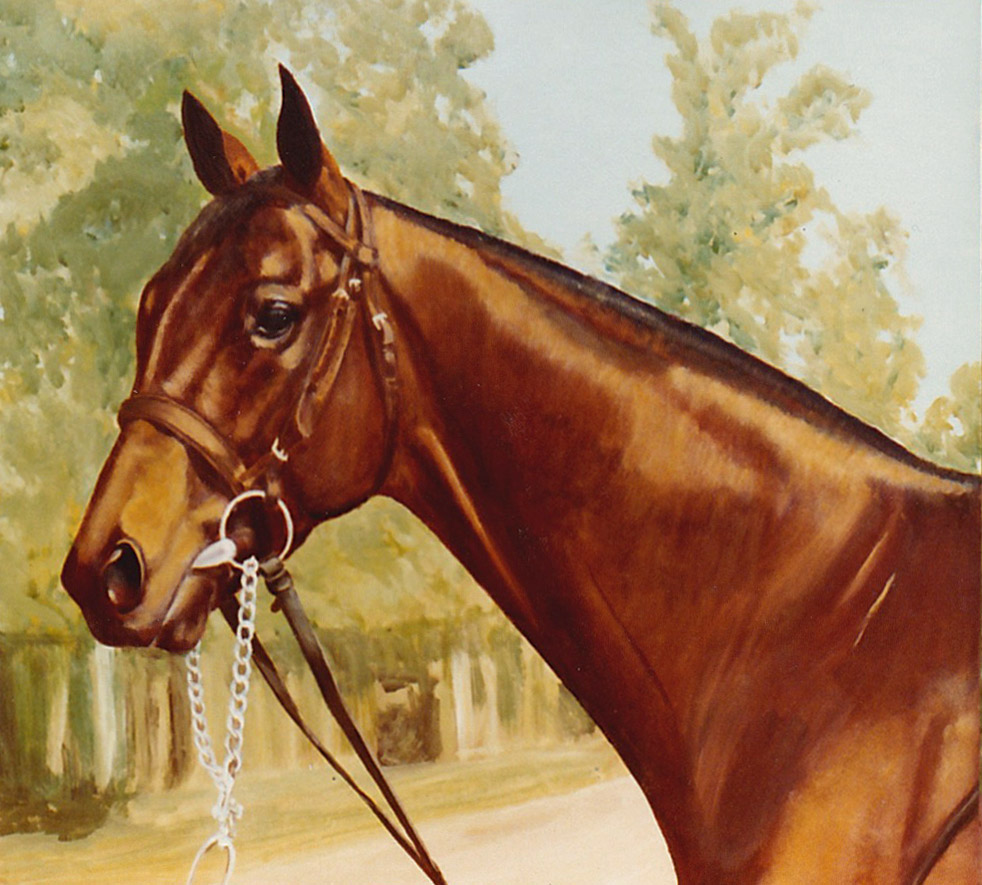
Norcliffe
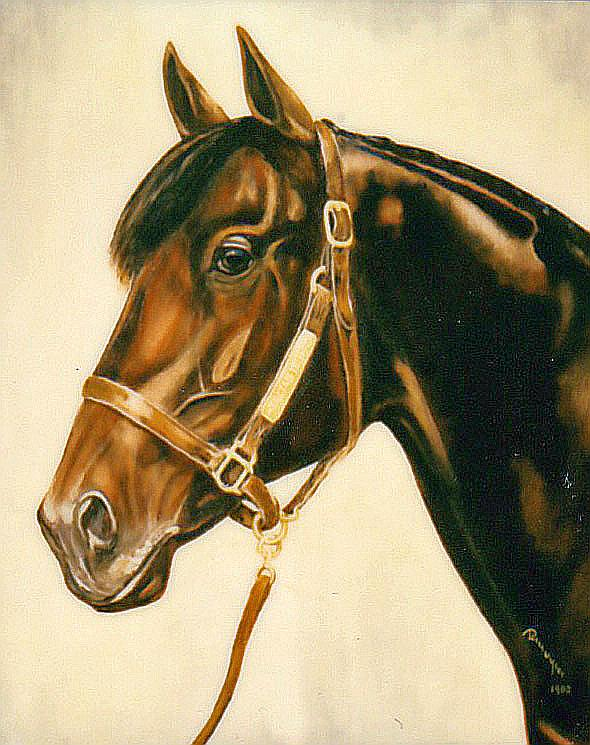
Shirley Heights
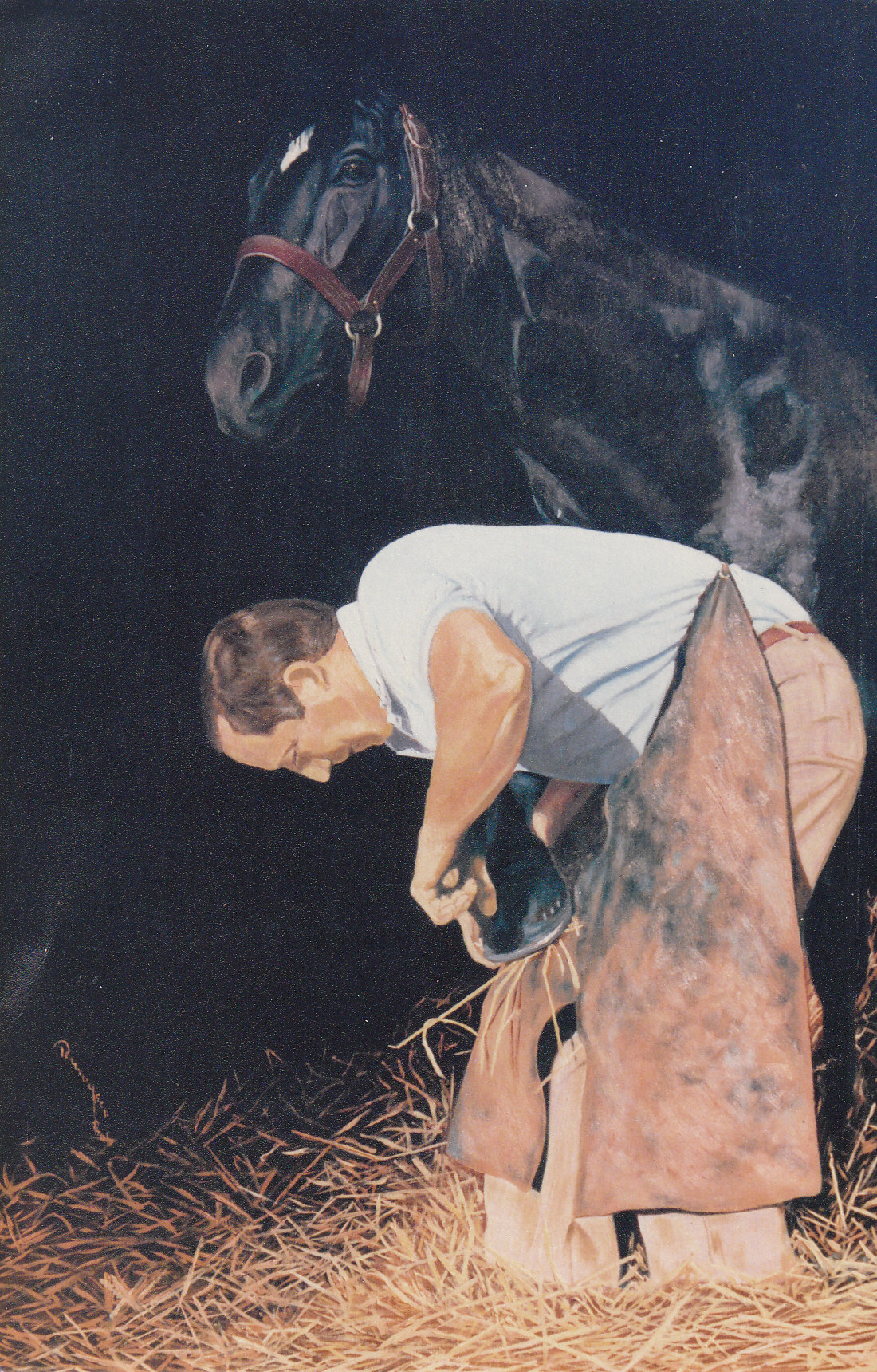
Le Maréchal-ferrant

### Publications d’œuvres

1983 - 1984 - 1985
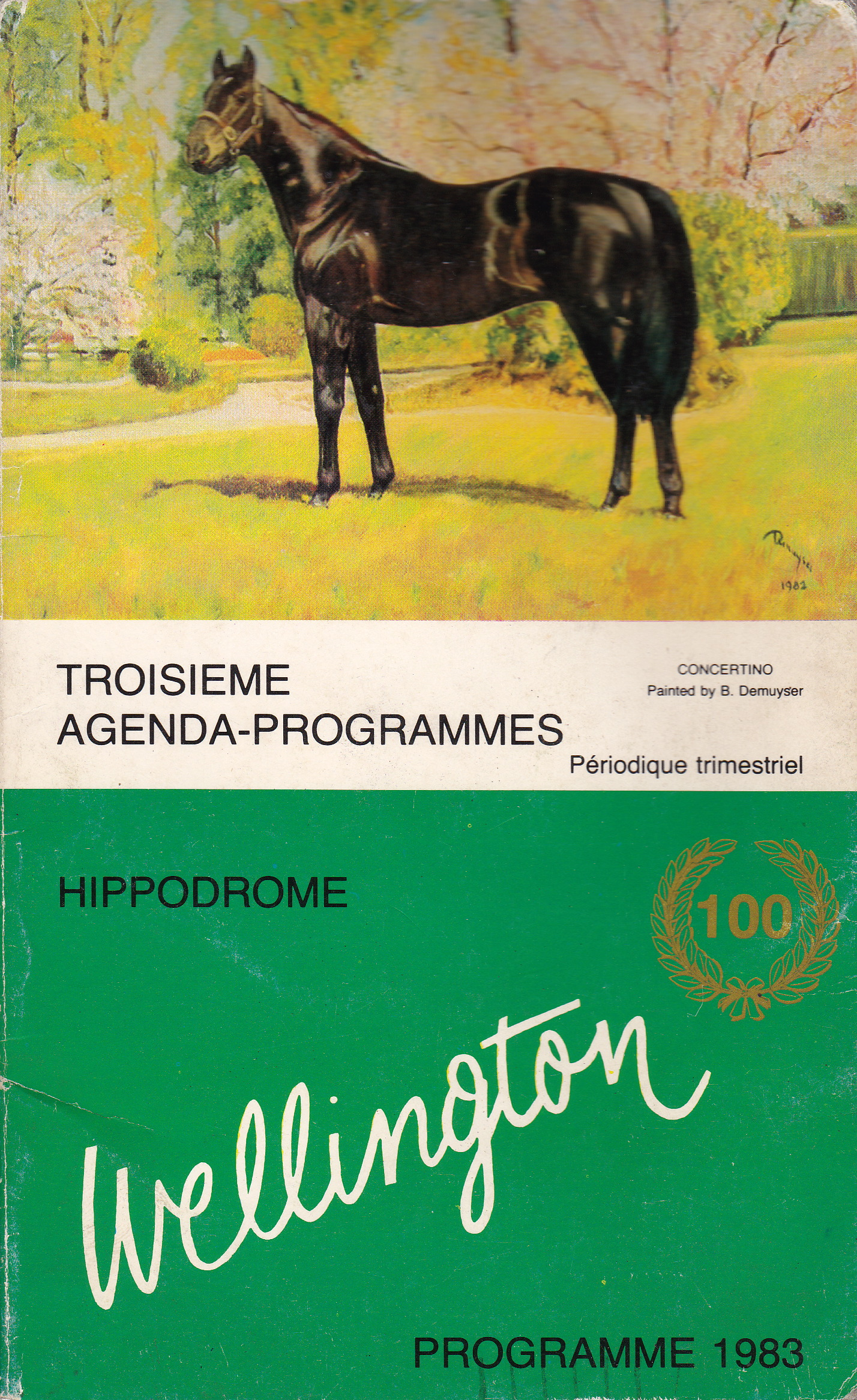
Concertino sur le programme des courses célébrant le centenaire (1883-1983) de l'hippodrome Wellington.
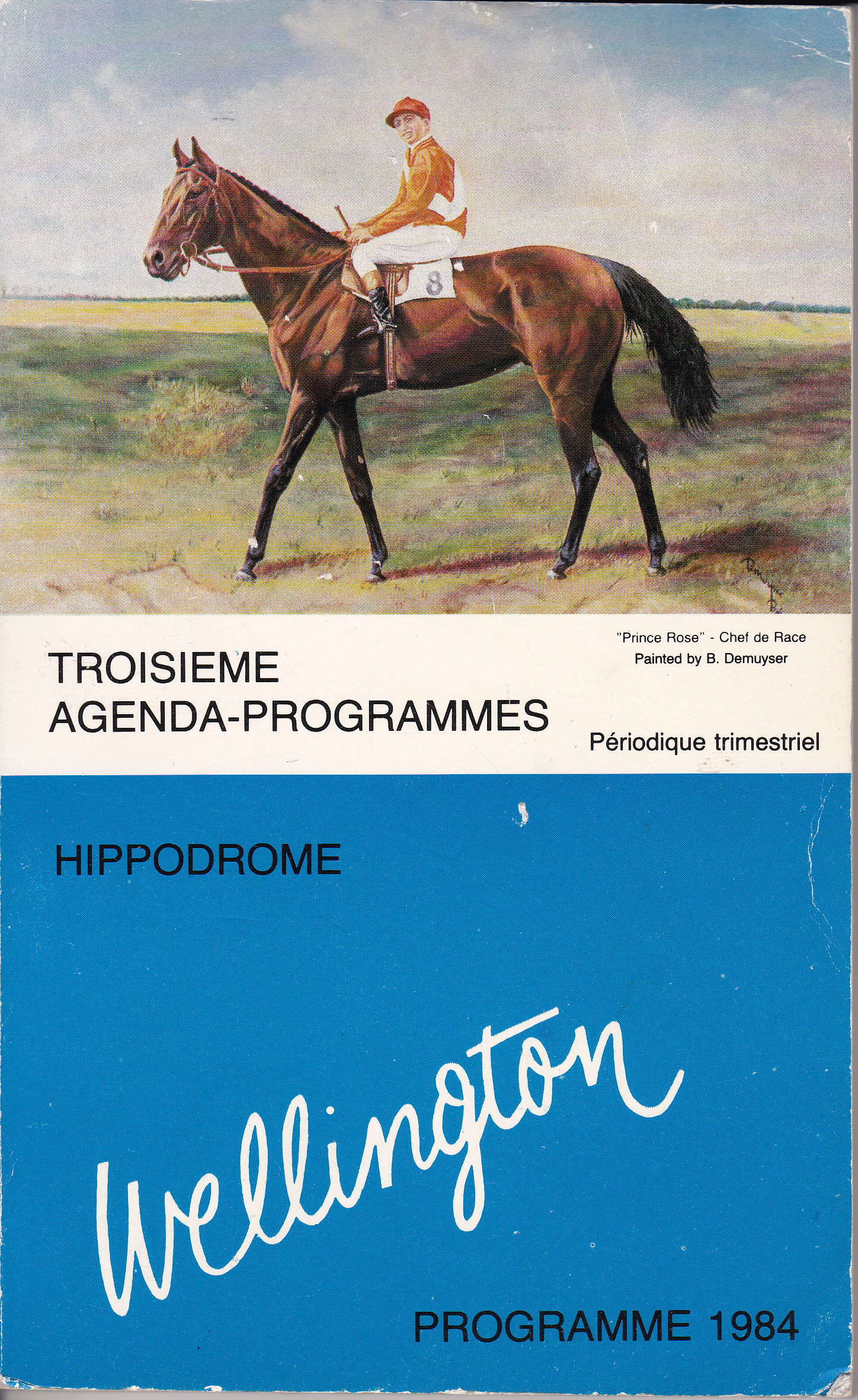
Prince Rose en couverture du programme de l'hippodrome Wellington de juillet-aout 1984.
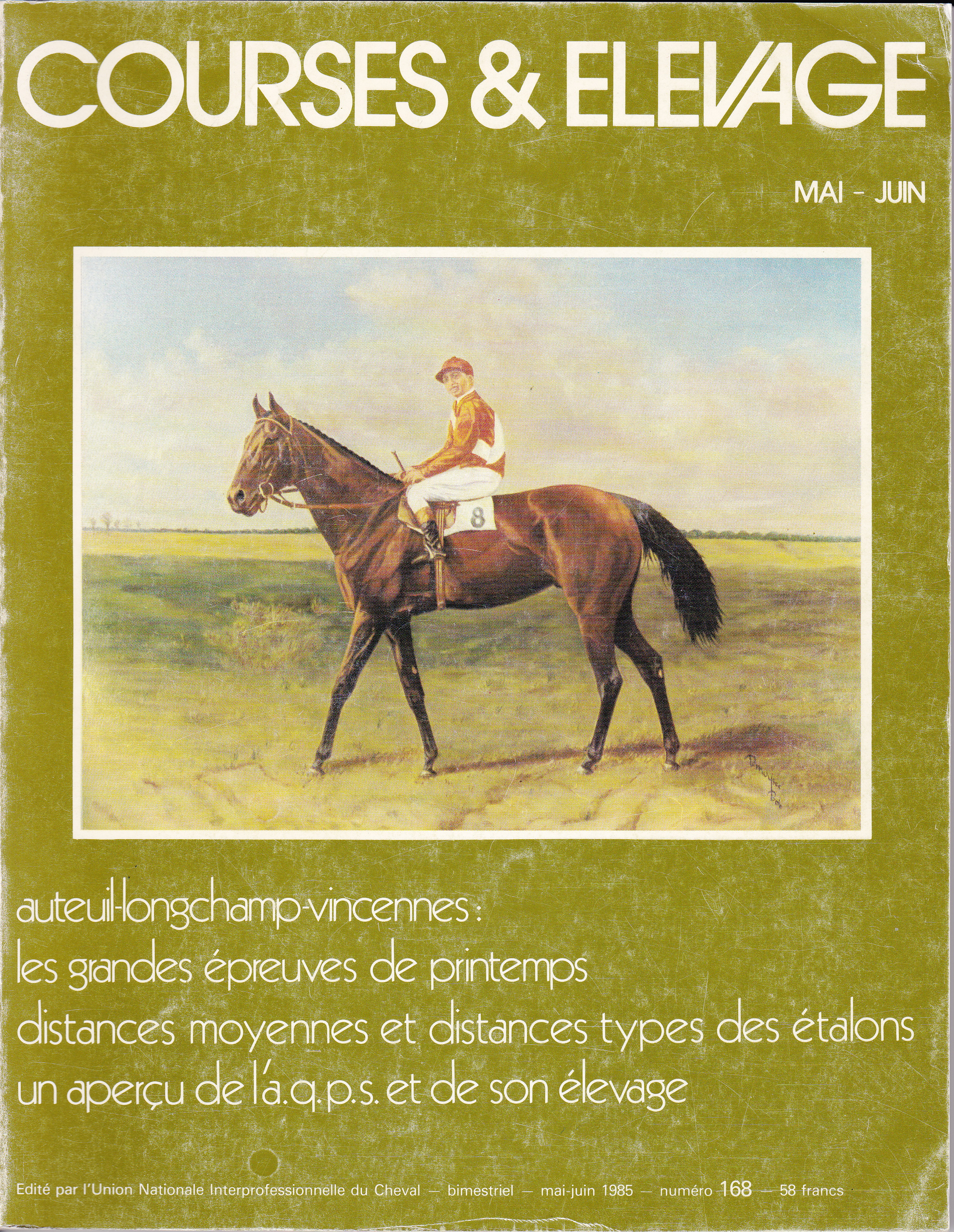
Prince Rose (1928-1944), étalon chef de race, en couverture de la revue française Courses & Élevage de mai-juin 1985.

## Palmarès en sport hippique
Courses de groupe I, II, III et Listed Race :
 en 1981
 en 1981
 en 1998
- Vainqueur GR III Grand Prix de la Ville de Nice, à l'hippodrome de la Côte d'Azur, en 1974
- 3e GR I Prix du Jockey Club[9], à l'hippodrome de Chantilly, en 1981
- 2e GR I Grand Prix Prince Rose, à l'hippodrome d'Ostende, en 1981
- Vainqueur LR Prix d'Hédouville[10], à l'hippodrome de Longchamp, en 1982
- 3e GR II Prix Jean-de-Chaudenay, à l'hippodrome de Saint-Cloud, en 1982
- Vainqueur LR Magnolia Stakes, à hippodrome de Kempton Park, en 1998
- 2e GR III Gordon Richards Stakes[11], à l'hippodrome de Sandown Park, en 1998
- 2e GR III Brigadier Gérard Stakes, à l'hippodrome de Sandown Park, en 1998
- 2e GR III Prix Gontaut-Biron, à l'hippodrome de Deauville-La Touques, en 1998
- 2e GR I Preis von Europa, à l'hippodrome de Cologne-Weidenpesch, en 1998[12]